# تشاة دكان (مقاطعة فارياب)
تشاة دكان (بالفارسية: چاه دکان) هي قرية تقع في البلدة المركزية في إيران. يقدر عدد سكانها بـ 252 نسمة بحسب إحصاء 2016.